# Bergasillas Somera
Bergasillas Somera es una localidad del municipio español de Bergasillas Bajera (La Rioja), de la cual dista menos de 2 km. Está situada en la ladera del Monte Talao (1.131 m) en la Sierra de la Hez y se accede a ella por una carretera que la une con Bergasillas Bajera. Aquí nacen varios arroyos como Río Majeco o la Yasa de Bergasa que se aprovechan para irrigar las pocas huertas que quedan y algunos cultivos de cereal.

## Demografía
Bergasillas Somera contaba a 1 de enero de 2010 con una población de 8 habitantes, 4 hombres y 4 mujeres.
| Gráfica de evolución demográfica de Bergasillas Somera entre 2001 y 2010                         |
|                                                                                                  |
| Población de derecho (2001-2010) según los censos de población del INE a 1 de enero de cada año. |

## Patrimonio

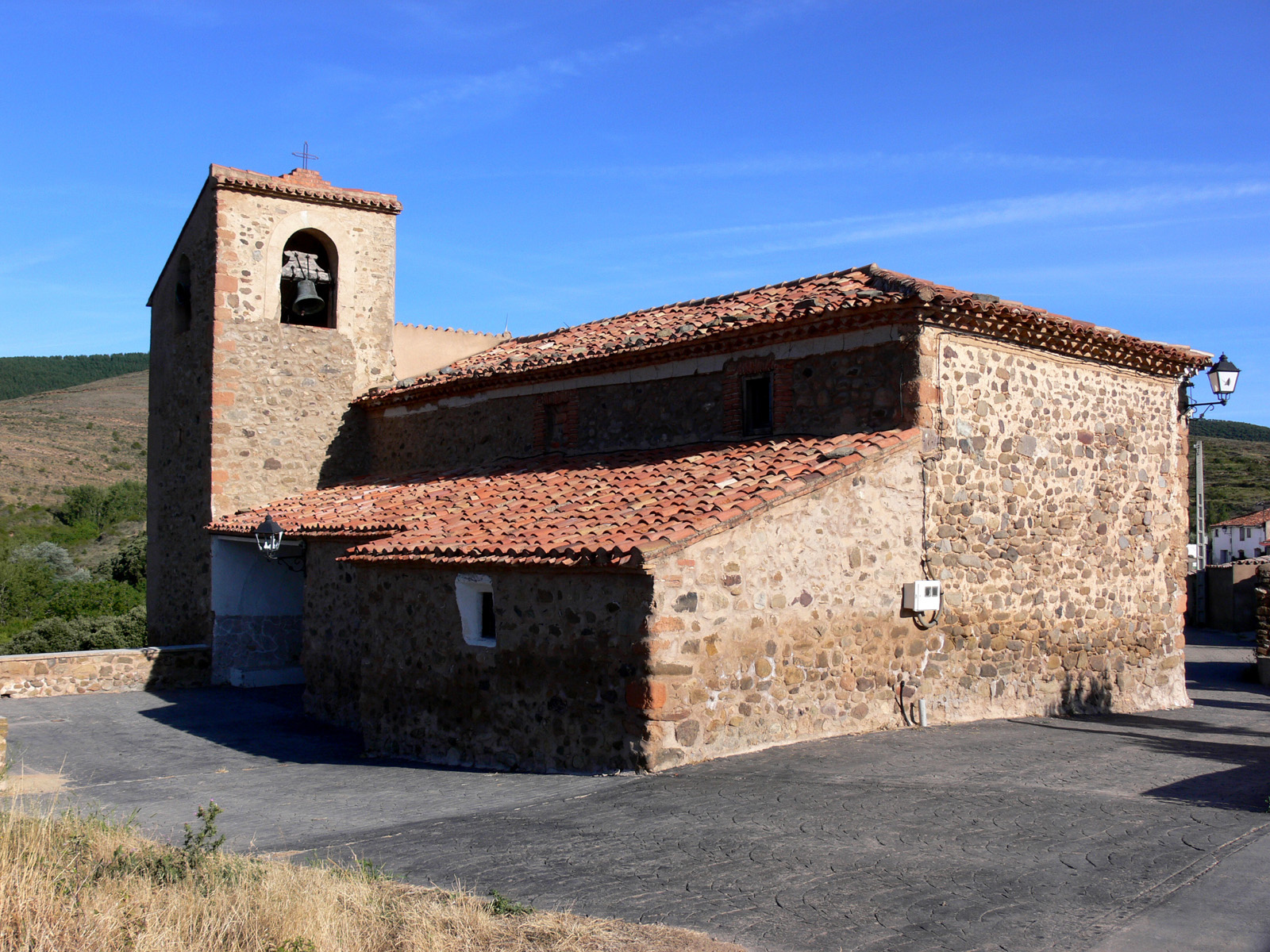
Iglesia de la Magdalena.

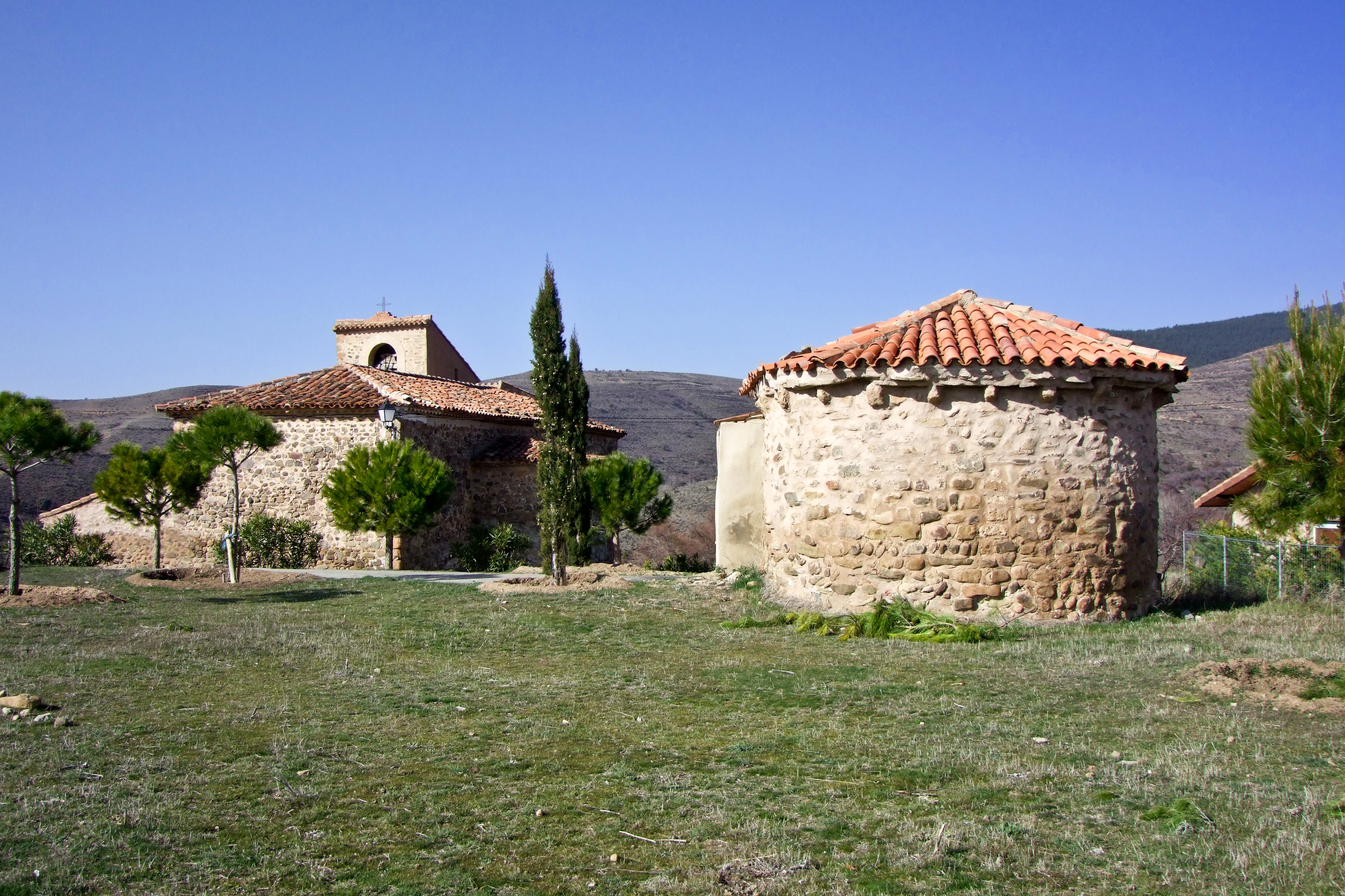
Ábside románico e Iglesia de la Magdalena.

- Iglesia de la Magdalena: Del siglo XVII.
- Ábside románico de antigua ermita: Anexionado al cementerio.

## Fiestas
- 5 de mayo "San Cristóbal Pequeño" y 7 de julio "San Cristóbal Grande"